# Martin Zill
Martin Zill  (* 8. Juli 1907 in Bremen; † 21. November 1978 in Bremen) war ein deutscher Architekt.

## Biografie

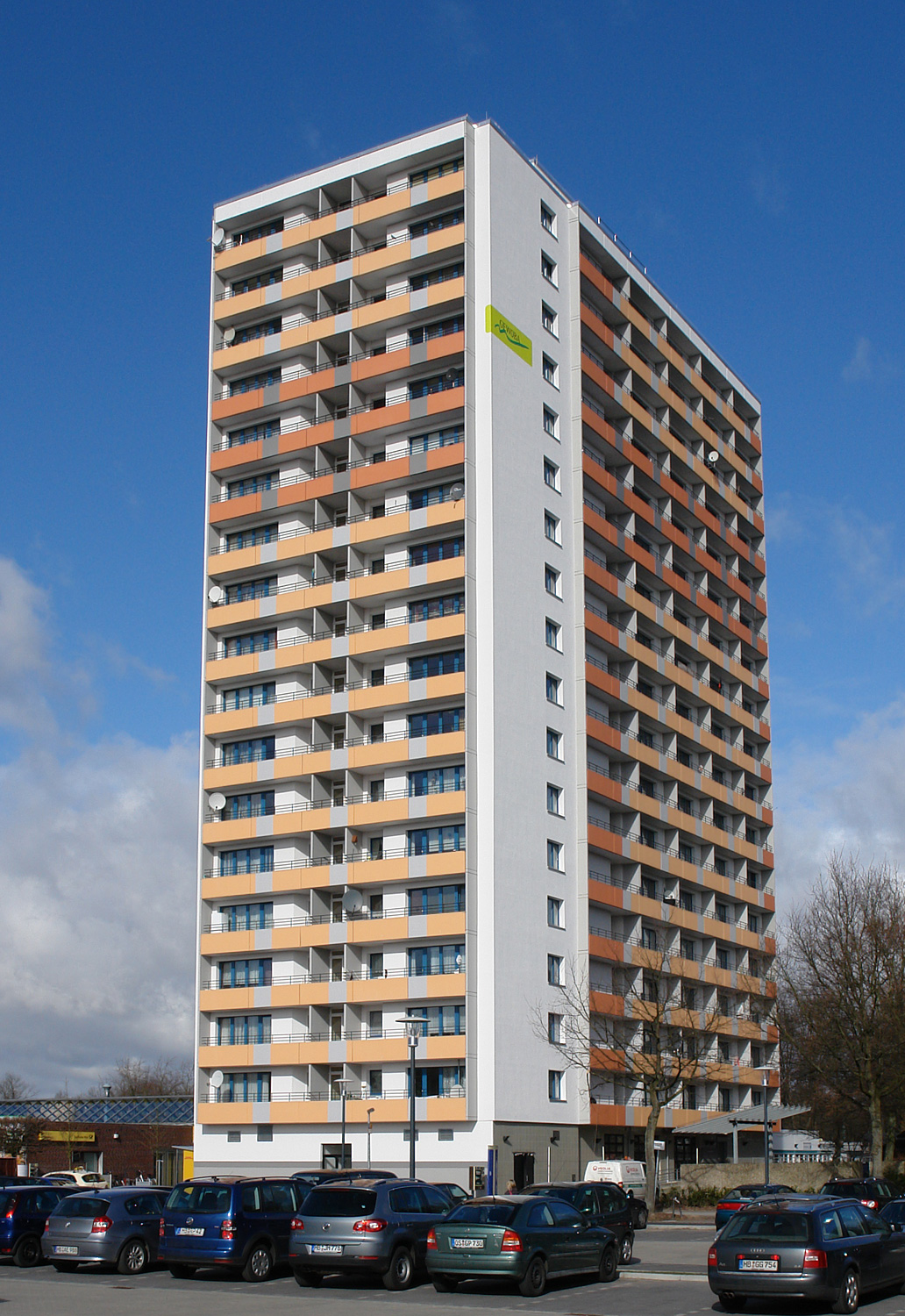
Um 1969: Wohnhochhaus in Blockdiek

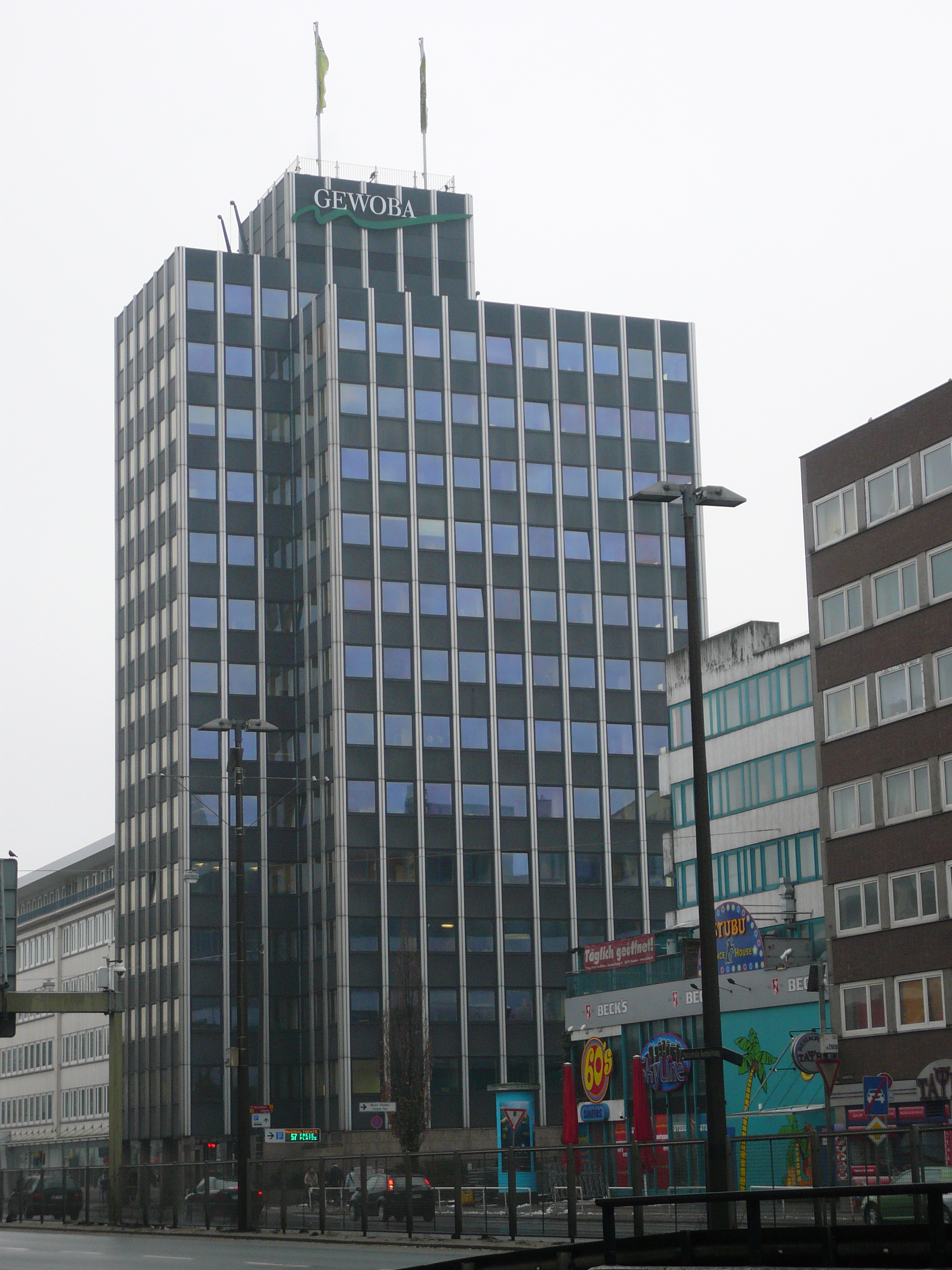
1972: Gewoba-Hochhaus

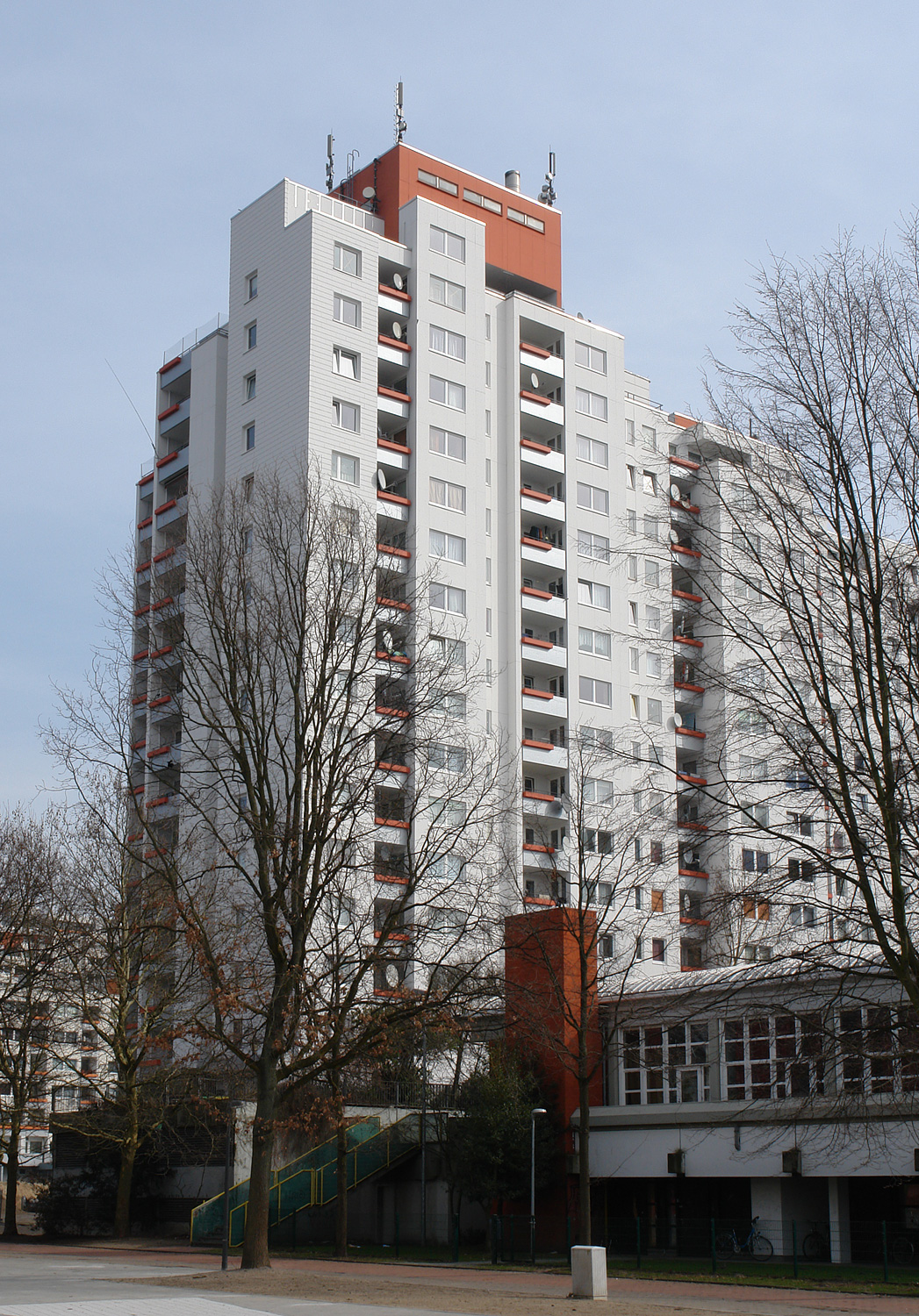
1977: Wohnhochhaus Osterholz-Tenever

### Familie
Zill war ein Sohn des Bremer Architekten Albin Zill (1875–1960). Er war verheiratet, sein Sohn Karsten Zill (* 1941) arbeitete als selbstständiger Statiker und Prüfstatiker in Bremen.

### Ausbildung und Beruf
Zill machte sein Abitur am Gymnasium am Barkhof. Er studierte von 1928 bis 1932 Architektur an der Technischen Hochschule Dresden. Danach absolvierte er ein Referendariat und wurde nach dem bestandenen zweiten Staatsexamen zum Regierungsbaumeister (Assessor in der öffentlichen Bauverwaltung) ernannt. Später wurde er zum Baurat und zum Oberbaurat bei der Reichsmarine bzw. Kriegsmarine befördert. Er plante und realisierte Bauten für die Marine u. a. in Plön (Kasernen), Swinemünde und Bordeaux.
Nach dem Zweiten Weltkrieg war Zill zunächst in Syke beim Betonwerk Lüning tätig. Die Familie zog 1949 wieder nach Bremen, und Zill führte seit 1949 ein Architekturbüro im Haus Petriestraße 2 (heute Wachtstraße) und später im Haus Rembertistraße 32 in Bremen-Mitte.
Beachtung fanden seine frühen Planungen von 1955: Das viergeschossige Geschäftshaus Puls-Eck im Bremer Ortsteil Ostertor als städtebaulicher Akzent an der Ecke Ostertorsteinweg / Contrescarpe und das siebengeschossige BP-Haus am Breiten Weg. Er plante ab den 1950er Jahren viele Wohngebäude und wurde häufig von der GEWOBA beauftragt. Durch gewonnene Architektenwettbewerbe erhielt das Büro die Planungsaufträge für das Ärztehaus und das AOK-Gebäude (1958). Stadtbildprägend war insbesondere das sieben- und fünfgeschossige AOK-Verwaltungsgebäude an der Ecke Bürgermeister-Smidt-Straße 95 / Am Wall 103, dessen Fassade später überformt wurde.
1968 erstellte Zill den ersten Vorentwurf für das Wohngebiet von Bremen-Osterholz-Tenever für 2500 Wohneinheiten mit einer mittigen Haupterschließungsstraße; ausgeführt wurde dann der Plan von Gerhard G. Dittrich vom Städtebauinstitut Nürnberg (SIN) für das nunmehr verdichtete Demonstrativbauvorhaben mit einer seitlichen Erschließung für 4500 Wohnungen (davon 2500 Wohneinheiten tatsächlich ausgeführt).
Das 16-geschossige, gestaffelte GEWOBA-Hochhaus entstand nach Zills Plänen bis 1972 am Breiten Weg in Bremen. Sein Vorschlag, ein Parkhaus an der Violenstraße in Bremen-Mitte zu bauen und dafür das denkmalgeschützte Haus Vorwärts abzureißen, fand 1970 keine Zustimmung.
1971 entstand die Bürogemeinschaft Zill, Haslob, Hartlich und Schütz, die bis zu Zills Tod 1978 bestand.
Zill wurde 1973 mit dem Bundesverdienstkreuz 1. Klasse ausgezeichnet. Sein Grab befindet sich auf dem Riensberger Friedhof.

## Bauten und Entwürfe
- 1955: Geschäftshaus Puls-Eck in Mitte, Ortsteil Ostertor, Contrescarpe 1[1]
- 1955: BP-Haus mit Tankstelle in Bremen-Mitte, Breiter Weg 32 / Bürgermeister-Smidt-Straße[2]
- 1956: Wohnanlage an der Poggenburg für die Gewoba in Bremen-Osterholz (zwei- bis viergeschossige Wohnhäuser sowie eine Ladenzeile)[3]
- 1955: Bürohaus für die Gewoba am Rembertiring in Bremen-Mitte
- 1953–1966: Wohnanlagen in Bremen-Neu-Schwachhausen[4]
- 1964: Gebäude der Gewerbeförderungsanstalt in Bremen-Bahnhofsvorstadt, Doventorsteinweg 60
- 1967: Ärztehaus Bremen an der Schwachhauser Heerstraße in Bremen-Schwachhausen (mit Eberhard Kaiser)
- 1957: Bürohaus an der Ecke Breitenweg / Herdentorsteinweg in Bremen-Mitte
- 1958: AOK-Verwaltungsgebäude in der Altstadt (mit Eberhard Kaiser)[5]
- 1950er Jahre: Norfag-Autohaus an der Stresemannstraße in Bremen-Östliche Vorstadt
- 1957–1964: Wohnanlagen in der Neuen Vahr
- 1961–1965: Siedlung Grolland-Süd an der Norderländer Straße (gemeinsam mit Gunter Müller; Reihenhäuser, Einfamilienhäuser und Doppelhäuser; Erweiterung der Siedlung Grolland-Nord von  Friedrich Heuer)[6]
- 1964: Wohnanlage Am hohen Feld in Bremen-Osterholz (1300 Mietwohnungen)
- 1968–1977: Wohnanlagen in Bremen-Osterholz-Tenever[7]
- 1977: Zwei Wohnhochhäuser (17- und 15-geschossig) in Bremen-Osterholz, Ludwigshafener Straße 12/14
- 1961–1965: Wohnsiedlung in Grolland-Süd
- 1967: Versicherungsbörse auf dem Teerhof an der Wilhelm-Kaisen-Brücke (mit Eberhard Kaiser)
- 1960er Jahre: Wohnhochhaus an der Oberhauser Straße (18-geschossig) in Bremen-Blockdiek
- 1970: Gymnasium Blumenthal
- 1970: Gewoba-Hochhaus am Rembertiring in Bremen-Mitte (als Erweiterungsbau zum vorhandenen Verwaltungsgebäude)[8]
- 1974: Erweiterungsbau des St.-Remberti-Stifts in Bremen-Mitte (gemeinsam mit Haslob und Hartlich)
- 1976: Förderschule in Bremen-Schwachhausen, Fritz-Gansberg-Straße 22 (gemeinsam mit Haslob und Hartlich)
- 1977: siegreicher Wettbewerbsentwurf für die Baulücke Domshof 10–12 in Bremen, neben der Bremer Bank (verbunden mit dem Abriss der Fassade des Wätjen-Hauses; gemeinsam mit Haslob und Hartlich; nicht ausgeführt)